# Lilleø (Smålandsfarvandet)
 For alternative betydninger, se Lilleø. (Se også artikler, som begynder med Lilleø)
Lilleø er en ø i Smålandsfarvandet nord for Lolland. Øen hører til Lolland Kommune.
- Areal: 0,86 km².
- Indbyggere: 6
- Højeste punkt: 4 m over havets overflade.

Lilleø blev i 1914 forbundet med naboøen Askø med en ca. 700 m lang dæmning. Indbyggertallet på Lilleø har været faldende siden 1900, hvor der boede ca. 50 mennesker på øen.
Lilleø er i mange år blevet anvendt til græsning af Askø-bøndernes kreaturer. I 1788 blev en del af Askøs gårde flyttet til Lilleø, og tre gårde eksisterer fortsat på øen. Hovederhvervet på Lilleø er i dag frugtavl, og der dyrkes især æbler, pærer og blommer.
Den 1. november 2006 oversvømmedes over halvdelen af øen i efterårets første uvejr, hvorunder digerne blev gennembrudt. Æbletræer gik tabt, og digeloven var specificeret til at områder bag diger ikke var dækket af stormflodsloven.